# ネフェルティティの胸像
『ネフェルティティの胸像』（ネフェルティティのきょうぞう）は、エジプト新王国時代の第18王朝のファラオだったアメンホテプ4世の正妃ネフェルティティをモデルとした彩色石灰岩彫刻。古代エジプトの芸術作品のうちで多く模倣された作品の一つで、ネフェルティティは女性美の象徴としてもっとも有名な古代の女性のひとりとなった。この胸像は古代エジプトの彫刻家トトメス (Thutmose) が紀元前1345年に制作したものとされている。

## 歴史

### 背景

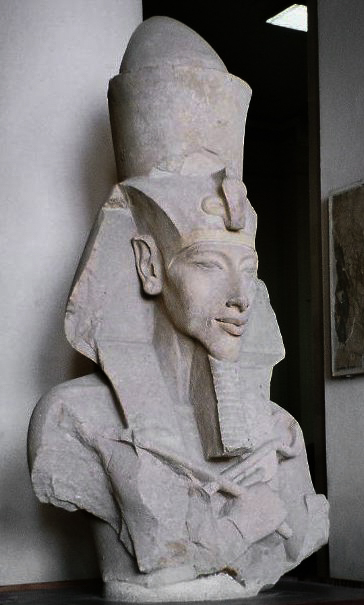
アメンホテプ4世の胸像

ネフェルティティ（「美しい人の訪れ」を意味する）は、紀元前14世紀の古代エジプトのファラオだったアメンホテプ4世の正妃である。アメンホテプ4世は太陽円盤アテンを唯一神とする新しい一神教 (Atenism) を始めた。ネフェルティティについてはほとんど分かっておらず、異国の王女だったという説と、エジプト王家の一人で後にツタンカーメンの後を襲ってファラオになるアイの娘という説がある。ネフェルティティは紀元前1352年から1336年にファラオとして在位したアメンホテプ4世とともにエジプトを統治し、アメンホテプ4世との間に6人の娘を儲けた。そのうちの一人が後にツタンカーメンと結婚して王妃になるアンケセナーメンである。ネフェルティティの記録はアメンホテプ4世の治世中13年で消えている。これがネフェルティティの死によるものか、あるいは改名しており、その名前が現在に伝わっていないだけなのかは分からない。アメンホテプ4世の死後、ネフェルティティが短期間ではあるが王座を継いてエジプトを統治したという説もある。

### 発見

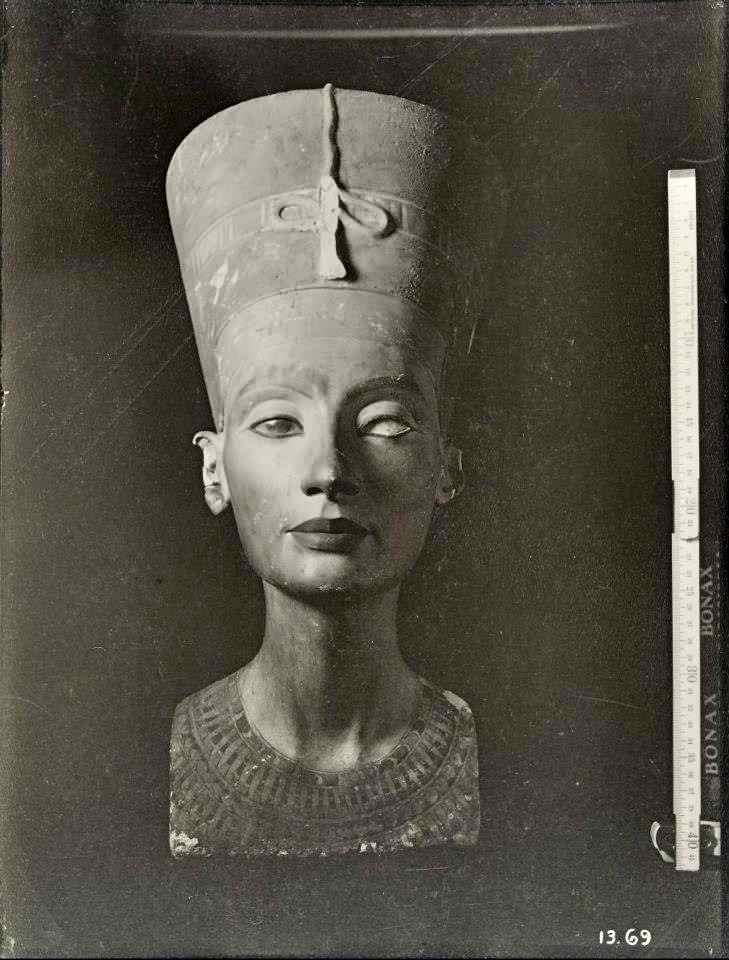
発見当時

ネフェルティティの胸像はユダヤ系ドイツ人考古学者ルートヴィヒ・ボルヒャルト率いるドイツ・オリエント協会 (Deutsche Orient-Gesellschaft、DOG) によって、1912年12月6日にナイル川河畔のアマルナで発掘された。彫刻家トトメスの工房跡で発見され、そこからは他の未完成のネフェルティティの胸像が数点発見されている。ボルヒャルトの日記には出土品のことが「我々は突然とても生き生きとしたエジプトの美術品を手に入れた。とても言葉に出来ず、実際に見るほかない」と書かれている。
DOGの記録から発見された1924年の文書に、1913年1月20日にボルヒャルトとエジプト政府職員とで、1912年に出土した考古学的遺物のドイツとエジプト間の分配について会合が持たれたことが記述されている。その会合に出席し、この文書の記述者でもあった書記官によるとボルヒャルトは「自分たちが胸像を手に入れたい」と考え、そしてボルヒャルト自身は否定したが、胸像の本当の価値を秘密にしていた疑いがもたれている。
この「見事な腕前」に対して作家フィリップ・ファンデンベルクは「大胆で想像を絶するやり方」と非難し、タイム誌は「略奪された美術品トップ10」にこの胸像をあげた。ボルヒャルトは「ネフェルティティの美しさを写し出していない」胸像の写真をエジプト政府職員に見せた。エジプト側の主席古美術品調査官ギュスターヴ・ルフェーヴルが調査に訪れたときに、この彫像は梱包されて箱に詰められていたのである。さらにこの文書にはボルヒャルトがエジプト政府職員にこの胸像が石膏像であると誤解するように仕向けたことも暴露している。DOGは胸像は交換リストの最初に記載されていたことをあげて、調査官の怠慢であり、取引は公正に行われたと主張している。

## ドイツでの保管場所

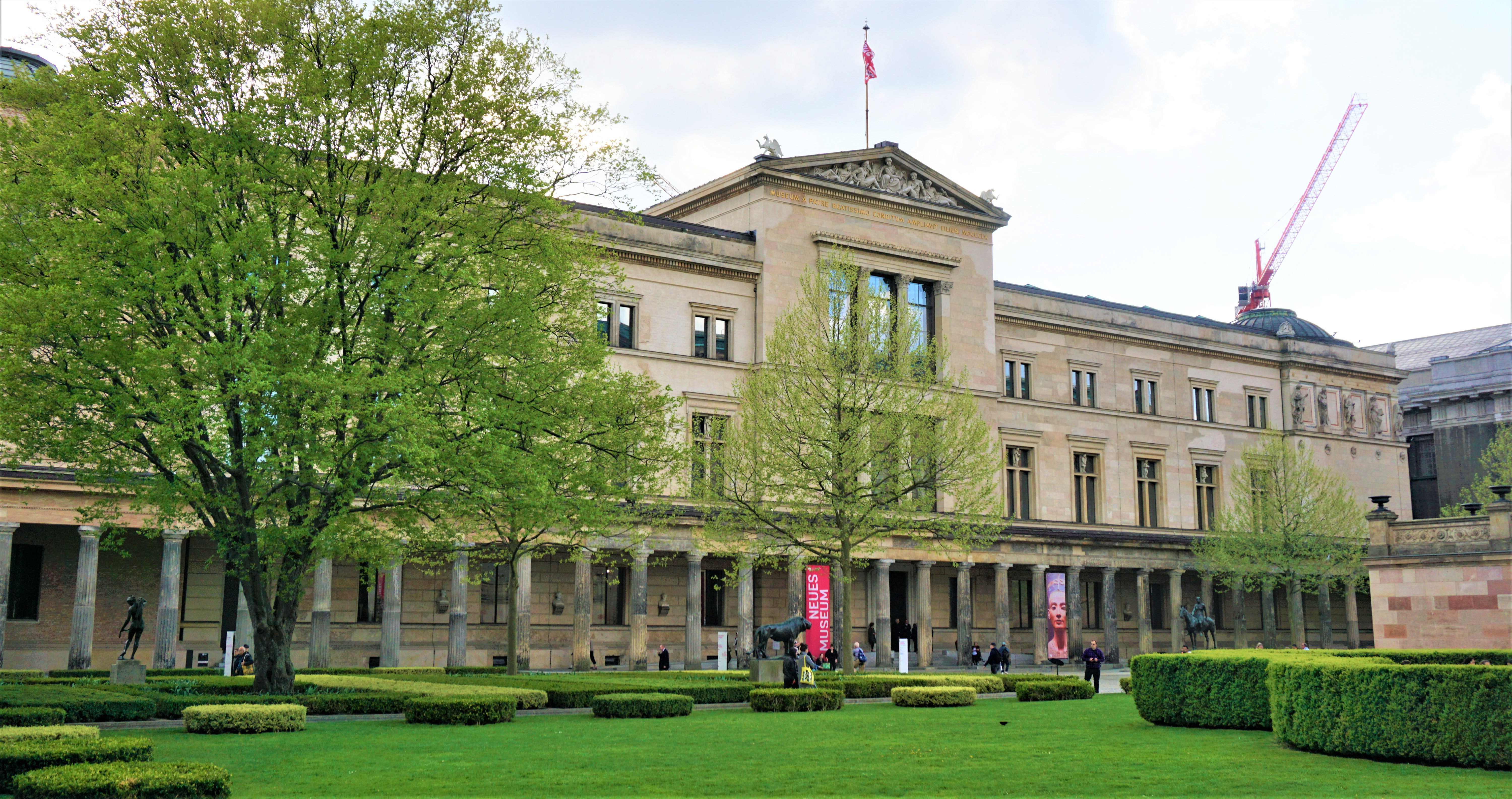
現在『ネフェルティティの胸像』が所蔵されているベルリンの新博物館

『ネフェルティティの胸像』はベルリンに運ばれ、ユダヤ系ドイツ人の実業家でアマルナ発掘の後援者でもあったジェームズ・ジーモンに寄贈された1913年以来ドイツにある。1913年にはジーモンの邸宅に飾られており、その後ほかのアマルナからの出土品とともにベルリン美術館に貸し出されている。1914年までほかのアマルナ出土品はベルリン美術館に展示されたが、ボルヒャルトの要望で『ネフェルティティの胸像』の存在は秘密にされていた。1918年にベルリン美術館は秘密にしていたこの胸像を一般公開することを検討したが、またもボルヒャルトからの要望で計画は頓挫してしまう。その後胸像は1920年にベルリン美術館に寄贈され、1923年にボルヒャルトの文書でその存在が公となり、1924年後半になってベルリンのエジプト美術館で一般公開された。その後、胸像は博物館島の新博物館で展示されている。第2次世界大戦勃発によりベルリン美術館が所蔵していた古代遺物がすべて安全な場所に移され、ベルリン美術館が閉鎖される1939年までそのまま新博物館に展示されていた。『ネフェルティティの胸像』は当初帝国銀行の地下金庫に保管され、1941年の秋になってベルリンの高射砲塔防空壕に移された。新博物館は1943年のイギリス空軍によるベルリン爆撃によって被害を受けている。さらに1945年5月6日に胸像はテューリンゲン州の岩塩坑に移された。
1945年5月にアメリカ陸軍が『ネフェルティティの胸像』を発見し、美術品を扱う部局に引き渡された。胸像はフランクフルトに運ばれ、1946年までヴィースバーデンの美術館で公開されている。1956年に胸像が西ベルリンへ返還され、ダーレム美術館に展示された。1946年初頭には東ドイツが『ネフェルティティの胸像』を、第2次世界大戦前に展示されていた博物館島（当時は東ベルリン）へ返還するよう要求している。1967年にシャルロッテンブルクのエジプト美術館に移され、さらに2005年に旧博物館 (Altes Museum) に移された。そして2009年10月に修復再建された新博物館に戻され、収蔵品の目玉として展示されている。

## エジプトからの返還要求
1924年にベルリンで『ネフェルティティの胸像』が公開されて以来、エジプト政府は胸像の返還要求を続けている。1925年に胸像を返還しない限りエジプトでのドイツの発掘を禁止すると警告した。1929年にはエジプトから『ネフェルティティの胸像』と他の遺物との交換の申し出があったが、ドイツは応じなかった。1950年代にもエジプトは交渉を試みたが、ドイツからの反応はなかった。ドイツは胸像の返還を強く拒み続けていたが、1933年に当時ナチス・ドイツの航空大臣だったヘルマン・ゲーリングが政治的思惑からエジプト王ファールーク1世への胸像の返還を検討したことがある。しかしアドルフ・ヒトラーはこの考えに反対し、エジプト政府に対して『ネフェルティティの胸像』のために新しくエジプト博物館を建設すると伝え、「この素晴らしい胸像は博物館中央の玉座に置く。女王の頭を放棄することは決してありえない」と語った。
大戦後、胸像がアメリカ軍の保護下にあったとき、エジプトはアメリカに胸像の引渡しを求めている。しかしアメリカは、エジプトは新設されるドイツの関連機関と交渉すべきだとして、引渡しを拒否した。1989年にエジプト大統領ホスニー・ムバーラクはベルリンでこの胸像を見たときに、この胸像は「エジプトにとって最高の駐独大使だ」と語っている。

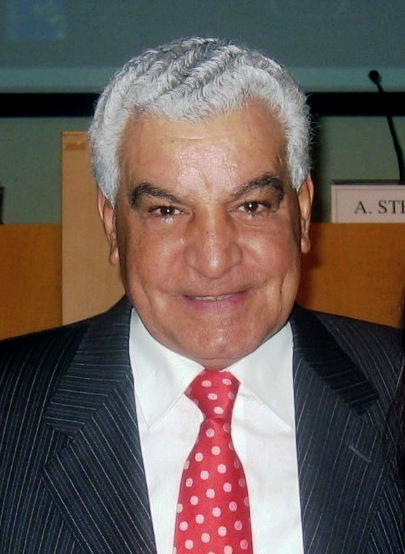
エジプト考古最高評議会長ザヒ・ハワス博士

エジプト考古最高評議会長のザヒ・ハワス博士は、『ネフェルティティの胸像』はエジプトが所有権を持っており、過去に不法に持ち出されたものである以上返還されなければならないとしている。ハワスは、1913年に発見されたときにエジプト当局が不正な方法で胸像を取り上げられたと考えており、ドイツに対して法的に正当な手段で胸像を持ち去ったというのであれば、それを立証するよう要求している。クルト G.ジーアは「考古学的文化財は原産国が「家」であり、その国で保存されるべきだ」と、別の観点からエジプトに返還すべきだと指摘した。2003年にも胸像の返還騒動があり、2005年にはハワスがユネスコに、胸像返還問題に介入するよう求めている。
2007年ハワスは、もし胸像がエジプトに貸与されないのであればドイツではエジプト考古学に関する博覧会を開催させないと通告したが、効果はなかった。また、ドイツの博物館への展示品貸与をやめるよう世界に呼びかけ、「学術的戦争 (scientific war)」の開始を求めた。ハワスは、2012年にギザの三大ピラミッドのそばに2012年に新設される大エジプト博物館開設記念として『ネフェルティティの胸像』を貸与してくれるようドイツ政府に要望している。同時に「ネフェルティティの旅 (Nofretete geht auf Reisen)」と呼ばれる胸像の巡回キャンペーンが、ハンブルクに拠点を置く文化団体 CulturCooperation によってはじめられた。この団体は「本来の所有者へ戻そう」の文字とともに『ネフェルティティの胸像』がデザインされた絵葉書を配布し、胸像をエジプトに貸与すべきではないかという公開質問状をドイツ文化大臣のベルント・ノイマンに送っている。2009年には新装された、もともと展示されていた新博物館へと戻されたが、ベルリンが『ネフェルティティの胸像』がある場所としてふさわしいのかどうかが議論となった。
ドイツ人の美術専門家たちは、1924年の文書に記載されているルートヴィヒ・ボルヒャルトとエジプト当局の間で交わされた協定を根拠に、ハワスからの抗議や要求に応じない態度を見せている。しかし前述したとおりボルヒャルトの取引は不正なものだったと非難されているのである。
また、ドイツ当局は胸像が壊れやすくて輸送に耐えられないとし、エジプトへの返還は実質的に不可能だとも主張している。タイムズは胸像をエジプトに貸与すると、永久に戻ってこないとドイツ政府が危惧しているのではないかと指摘した。
エジプト考古最高評議会は2011年1月、新博物館に対し、胸像の返還を要請する文書を送ったと発表した。

## 外観と調査
| 右側面と正面 |  | 右側面と正面 |
| 右側面と正面 |  |              |

| 左側面と背面 |  | 左側面と背面 |
| 左側面と背面 |  |              |

『ネフェルティティの胸像』は高さ47cm、重さ約20kgほどで、石灰岩を芯として彩色された化粧漆喰 (Stucco) が被せられて作られている。完全に左右対称となっているが、右目にある象嵌は左目には施されていない。右目の瞳は黒く塗られた石英がはめ込まれ、蜜蝋で固定されている。眼窩は彩色されていない石灰岩のままとなっている。ネフェルティティは「ネフェルティティの王冠」として知られる独特の王冠を被っている。リボンのように水平に巻かれた金の帯状の飾りが後ろで交差し、眉の上にはエジプト王権を象徴する聖蛇コブラの飾りがあったが損壊しており、耳にも損壊している箇所がある。衣装は襟ぐりが広く、花模様となっている。美術史の文献『Gardner's Art Through the Ages』は、「トトメスによるこの優美な胸像の大きな王冠と、まるで蛇のように細長い首の誇張された表現は、細く滑らかな茎に咲く大輪の花をイメージしていたのかも知れない」としている。研究家のデイヴィッド・シルヴァーマンの意見では、胸像は伝統的な古代エジプト美術の様式で作成されており、アメンホテプ4世治世下の「風変わりな」アマルナ様式の作風にはなっていない。

### 彩色
ルートヴィヒ・ボルヒャルトは胸像に使用されている顔料の化学分析を依頼し、その結果が『王妃ネフェルティティの肖像 (Portrait of Queen Nofretete)』として1923年に公表された。
- 青色 - フリット粉末（ガラスを構成する焼結体）
- 肌色 - 酸化鉄で着色された石灰
- 黄色 - 雄黄
- 緑色 - 銅と酸化鉄で着色されたフリット粉末
- 黒色 - ロウを溶剤とした石炭
- 白色 - 白亜（炭酸カルシウム）

### 不完全な左目
ボルヒャルトは胸像を発見した当初、トトメスの工房が廃墟となったときに胸像の左目にはめ込まれていた石英が落剥したと考えており、工房跡を捜索したが左目の石英を発見することはできなかった。欠けた左目は、実際にネフェルティティが眼病に苦しみ失明していたのではないかという憶測を生み出したが、他の彫像では左目が表現されている事実と矛盾している。
エジプト美術館館長ディートリヒ・ヴィルドゥング（Dietrich Wildung）は、ベルリンの『ネフェルティティの胸像』が公式の肖像を作成するためのモデルであり、目の内部の彫刻方法を弟子たちに教えるために左目は作成されなかったのではないかと推測した。『Gardner's Art Through the Ages』とシルヴァーマンも、この胸像はあえて未完成になっていると考えている。一方ハワスは、もともと胸像に左目が存在したが後に失われたと主張した。

### CT スキャン
『ネフェルティティの胸像』が最初にCTスキャンで調査されたのは1992年のことで、このときは5mmごとに断層撮影が行われた。2006年にはエジプト美術館館長ヴィルドゥングが、以前に胸像が展示されていた旧博物館 (Altes Museum) とは異なった照明のもとで、首すじのしわと目の下のたるみが胸像に表現されているのを発見し、胸像の作成者が老化の兆候を表そうとしたのではないかと考えた。このヴィルドゥングの発見はCTスキャンによって確認され、トトメスが彫像を完成させるために後から頬と目に石膏を追加していたことが判明した。
ベルリンの画像科学研究所 (Imaging Science Instituts) の所長アレクサンダー・フッペルツの指揮で2006年に実施されたCTスキャンでは、ネフェルティティの顔に表現されているしわが胸像内部の石灰岩にも彫りこまれていることが判明しており、このときのCTスキャンの結果が2009年4月の『Radiology journal』で公表されている。トトメスは石灰岩の芯の上に何層もの石膏を重ね、胸像の口元、頬、鼻の部分にはしわ状の折り目がつけられており、これらの折り目や石膏の凹凸は化粧漆喰で胸像表面を覆うことで滑らかにされている。フッペルツは「当時の理想美」を表しているのではないかとしている。2006年のCTスキャンは1992年のそれよりもはるかに多くの情報をもたらし、化粧漆喰の1、2mm下の微妙な細部までが明らかになった

## 贋作の議論
フランスで出版されたスイス人美術学者アンリ・スティルランの『ネフェルティティの胸像は偽物か？ (Le Buste de Nefertiti - une Imposture de l'Egyptologie?)』などが、『ネフェルティティの胸像』は現代で作られた偽物だと主張しはじめた。スティルランは、ボルヒャルトは古代に使われていた顔料を試す目的で胸像を作成したとして、ザクセン王子ヨハン・ゲオルクがこの胸像を賞賛したために、ボルヒャルトは王子を怒らせないよう胸像が本物であると見せかけたのだという説を唱えた。スティルランは、片目の胸像は古代エジプトではそもそも不敬であり、発見したとされる年から11年もの間に科学的根拠ある記録がまったく残っていないのは不自然だと主張した。さらに、使用されている顔料は確かに古代エジプトのものかも知れないが、芯に使用されている石灰岩は一度も年代測定されたことがないと指摘している。同じく胸像が偽物であると考えているベルリンの作家・歴史研究家 Edrogan Ercivan も、胸像はボルヒャルトの妻をモデルとして作成されたものだとして、1924年まで公開されなかったのは『ネフェルティティの胸像』が偽物だからであると主張した。このほかにも、現在の胸像はヒトラーの命により1930年代に作成されたもので、オリジナルの胸像は第二次世界大戦で失われたとする説などもある。
ディートリヒ・ヴィルドゥングは胸像が偽物であるという主張は売名行為であり、放射線測定、CTスキャン、構成材料の調査などの科学的検証が、この胸像の信憑性を保証していると一蹴した。胸像に使用されている顔料は古代エジプトの芸術家が使用していた顔料と同一であるのは間違いない。『Science News』によれば、2006年のCTスキャンで発見された「隠れた顔」こそが、疑問の余地なく本物であることを証明している。
エジプト側もスティルランの説を相手にしていない。ハワスは「スティルランは歴史家ではない。頭がどうかしている」と語ったことがある。スティルランの主張の根拠の一つでもある、ほかの古代エジプトの像の肩が水平にカットされているのに対して『ネフェルティティの胸像』の肩が垂直にカットされているのはおかしいという点についてハワスは、胸像に見られる新しい様式は夫で王のアメンホテプ4世が導入した変革の一部に過ぎず、また片目の像が不敬であるとの点に関しても、もともとは両目があったが後に失われたものだと反論している。

## 文化的価値と評価
『ネフェルティティの胸像』は「古代エジプトの文物のなかで最高に賞賛、模倣されてきたイメージの一つ」で、ベルリン美術館の所蔵品でもっとも集客力のある展示品となっている。「世界的な美の象徴」であり「長い首、優美な弓なりの眉、高い頬骨、細い鼻梁、そして謎めいた微笑を浮かべる赤い唇。この胸像はネフェルティティが古代でもっとも美しい女性の一人であるという名声をもたらした」とも言われている。ツタンカーメンの黄金マスク以外に比べるもののない、世界的に有名な古代美術品である。
『ネフェルティティの胸像』はベルリンの文化的アイコンにもなっており、毎年50万人以上の見物客がネフェルティティのもとを訪れる。「古代エジプトの芸術品のなかでもっとも有名な作品で、エジプト以外の古代遺物のなかでも群を抜いている」とも表現された。この胸像はベルリンの絵葉書になっており、1989年には彫刻正面の顔がデザインされた切手も発行されている。
1930年にドイツのマスコミが『ネフェルティティの胸像』を擬人化し、新しい女王として取り上げたことがある。「このうえなく高貴で、王冠にちりばめられた宝石とともにプロイセン・ドイツが誇る宝物」であり、ネフェルティティは1918年（第一次世界大戦でドイツが敗北した年）以降ドイツ帝国の世界的地位を回復することだろうとした。
ヒトラーはこの『ネフェルティティの胸像』を「匹敵するものがない名作、装飾品で、真の宝物」と表現し、胸像を収める博物館建設を公言した。1970年代にこの胸像は、第2次世界大戦後に分断された東西ドイツのナショナル・アイデンティティの問題にもなっている。クラウディア・ブレーガーは『ネフェルティティの胸像』がドイツのナショナル・アイデンティティに関連付けられるようになったのは、歴史的ライバル国のイギリスがアメンホテプ4世とネフェルティティの2代後にエジプトを統治したツタンカーメンを発掘したことと関係していると考えている。
『ネフェルティティの胸像』は大衆文化にも影響を与えており、映画『フランケンシュタインの花嫁』でメイクアップを担当したジャック・P・ピアースの手によるエルザ・ランチェスターの印象的な髪型は、この胸像がもとになっていた。